# صافي الربح
صافي الربح أو صافي الدخل أو الخط السفلي أو الأرباح هي أسماء مختلفة لمقياس ربحية مشروع ما بعد احتساب جميع التكاليف والضرائب. هو الربح الفعلي للمشروع، متضمن مصاريف التشغيل المستثناة من إجمالي الربح.
المرادف المشترك لصافي الربح عند مناقشة البيانات المالية (التي تشمل الميزانية العمومية وبيان الدخل) هو صافي الدخل. نتج هذا المصطلح عن المظهر التقليدي لبيانات الدخل التي تظهر فيها جميع الإيرادات والنفقات المخصصة خلال فترة زمنية محددة في أسفل التقرير.
بمفهوم أبسط، صافي الربح هو المال المتبقّي بعد دفع كل النفقات اللازمة لإدارة المشروع. لكن من الناحية العلمية يمكن أن يصبح تحديد صافي الربح مشكلة معقدة جدا. يلجأ محاسبي أو ماسكي الدفاتر تلك الشركات إلى دراسة الإيرادات والمصروفات بشكل سليم داخل فترة زمنية محددة. قد يختلف التعريف من بلد إلى أخرى كما هو الحال بين التعريف في المملكة المتحدة والتعريف في الولايات المتحدة. ففي الولايات المتحدة، غالبا ما يرتبط صافي الربح بصافي الدخل أو الربح بعد طرح الضرائب (انظر المثال أدناه).
نسبة هامش الربح الصافي هي نسبة مئوية مرتبطة، للحصول عليها يتم قسم صافي الربح على العائد (الربح). 

## الغرض
«كيف يمكن تحديد هل الشركة ناجحة أم لا؟» سؤال يطرحه رجل الأعمال، المستثمرين، رجل الشارع العادي. الطريقة الأكثر شيوعا للإجابة على هذا السؤال هو النظر إلى صافي الربح. إذا كانت للشركة أكثر من فرع لكل فرع أكثر من مشروع يتم النظر إلى صافي ربح كل مشروع منهم والحكم عليه.

## المعادلات
لحساب صافي الربح لمشروع ما يتم طرح جميع التكاليف لتكون المعادلة كالتالي:
صافي الربح= إيرادات المبيعات- إجمالي التكاليف.

### المثال
مثال يوضح طريقة الحصول على صافي ربح مشروع ما:
- إيرادات المبيعات = سعر (المنتج) × الكمية المباعة
- إجمالي الربح = إيرادات المبيعات - تكلفة المبيعات والتكاليف المباشرة الأخرى
- الربح التشغيلي = الربح الإجمالي - النفقات العامة والتكاليف غير المباشرة الأخرى
- الأرباح قبل الفوائد والضرائب (الأرباح قبل الفوائد والضرائب) = الربح التشغيلي + الدخل غير التشغيلي
- الأرباح قبل الضرائب= الربح التشغيلي - واحد من العناصر ومدفوعات التكرار، إعادة هيكلة الموظفين - الفوائد المستحقة
- صافي الربح = ربح قبل الضريبة - الضريبة
- الأرباح المحتجزة = الأرباح بعد الضريبة - توزيع الأرباح

## شروط المحاسبة
- صافي المبيعات= إجمالي المبيعات - (خصومات العملاء، المرتجعات والبدلات)
- إجمالي الربح = صافي المبيعات - تكلفة البضائع المباعة
- الربح التشغيلي = إجمالي الربح - إجمالي مصروفات التشغيل
- صافي الربح = الربح التشغيلي - الضرائب - الفائدة
- صافي الربح = صافي المبيعات - تكلفة البضائع المباعة - مصروفات التشغيل - الضرائب - الفوائد